# Фелах

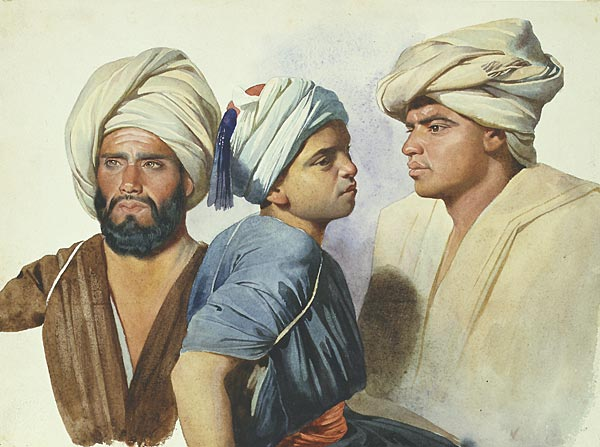
Шарль Глейр, Три фелахи (фр: Trois fellahs), 1835

Фелах (араб.: فلاح; мн: Фелахін, فلاحين) — фермер або селянин у країнах Близького Сходу. Арабською мовою слово означає орач або землероб. За часів поширення ісламу, цей термін використовувався на окупованих територіях, щоб відрізняти арабських поселенців, зазвичай кочівників (бедуїнів) від місцевих сільських жителів (фелахів), таких як єгиптяни, арамеї/сирійці в Леванті.
Після семивікового панування арабів у Єгипет була сформована соціальна ієрархія, в якій єгиптяни, що перейшли в іслам, отримували статус мавалі (موالي), інакше кажучи, стали наближеними до керівної арабської еліти, тоді як копти, що залишилися християнами — стали зіммі. Привілеї арабської меншини у видозміненій формі збереглися в період нової історії в сільській місцевості, де залишки арабських бедуїнських племен жили по сусідству з єгипетськими фелахами.
Складаючи 60 % населення Єгипту, фелахи продовжували жити бідно в глиняних будиночках, як і їх античні предки. На початку XX століття їх частка в загальному населенні Єгипту була значно вищою, поки не почався процес урбанізації, що супроводжувався великим припливом єгипетських фелахів у міста. У 1927 році антрополог Вініфред Блекмен, автор книги «Фелахи у Верхньому Єгипті», провела етнографічні дослідження життя фермерів у Верхньому Єгипті й зробила висновки про помітний зв'язок між фелахами і стародавніми єгиптянами у культурі, релігії та традиціях.